# 雅各一世 (拉馬爾什伯爵)
雅各一世（法語：Jacques I de Bourbon，約1319年—1362年4月6日），拉馬爾什伯爵，第一任波旁公爵路易一世的幼子。
法國波旁王朝的第一任國王亨利四世，是雅各一世的七世孫。

## 家庭
1335年，雅各與沙蒂永的讓娜（Jeanne of Châtillon）結婚，兩人共有3子1女：
- 伊莎貝爾（1340年—1371年）
- 皮埃爾二世（英语：Peter II, Count of La Marche）（1342年—1362年），早逝
- 約翰一世（1344年—1393年）
- 雅各（1346年—1417年）